# Там, где жаворонок поёт
«Там, где жаворонок поёт» (нем. Wo die Lerche singt, или «Жаворонок» венг. Pacsirta) — оперетта в трёх актах австро-венгерского композитора Франца Легара. Авторы либретто: Альфред Вильнер, Хайнц Райхерт. Основой либретто послужила пьеса Шарлотты Бирх-Пфайффер «Деревня и город» (нем. Dorf und Stadt), действие которой было перенесено в Венгрию. Впервые оперетта была поставлена 1 февраля 1918 года в будапештском театре «Королевская опера» (Király-Szinhaz), 27 марта того же года состоялась венская премьера в театре Ан дер Вин. В обоих постановках дирижировал сам Легар, и оба спектакля имели огромный успех.
В России оперетту впервые поставил петроградский Малый оперный театр в 1923 году.
Это произведение продолжало серию произведений Легара, которые он назвал «романтическими опереттами». Написанная для венгерской сцены, она является по музыкальному стилю «самой венгерской» из оперетт Легара.
В 1936 году оперетта была экранизирована, режиссёр Карел Ламач.

## Основные действующие лица
| Персонаж                                       | Имя в оригинале | Голос   |
| ---------------------------------------------- | --------------- | ------- |
| Маргит                                         | Margit          | сопрано |
| Шандор, художник                               | Sándor Zápolja  | тенор   |
| Тёрёк Пал, дедушка Маргит                      | Török Pal       | баритон |
| Вильма Гарами, певица                          | Vilma Garamy    | сопрано |
| Пишта, жених Маргит, в русском переводе — Янош | Pista           | тенор   |

## Сюжет
У деревенской девушки Маргит есть жених, но любит она заезжего художника Шандора и уезжает с ним в Будапешт. Там Шандор встречает свою прежнюю возлюбленную Вильму, вновь увлекается ею, и Маргит возвращается в деревню к верному жениху.

## Музыкальные номера
1. Vorspiel
2. Es rötelf im Laube
3. Die Sommerfrischler sind fort
4. Was geh'n mich an die Leute
5. Durch die weiten Felder
6. Hallo, Großvater
7. Wo die Lerche singt
8. Ja, ist's möglich
9. Ein Hauch wie von Blüten
10. Mein Kavalier hat mich im Stich gelassen
11. Bitte, nehmen's doch Platz
12. Heute morgen, Gnädigste
13. Koreinen gradewegs vom Schnitt
14. Jetzt wird der Wein gutschmecken
15. Wie von Ferne ruft
16. Und Margit folgte dem Maler
17. Ich, Du, Er, Wir, Ihr und Sie
18. Margit, bist lustig und tanzt
19. Bin ich erst ein großer Mann
20. Es scheint, es hat geklopft
21. Pali, sagt' mir einst die Mutter
22. Kommen Sie nur, Margit
23. Ah, diese herrlichen Rosen
24. Gottseidank
25. Du wilder Teufel
26. Entr'act - Walzer
27. Wieder einige Monate spates
28. Im Ernst, in dieser Umgebung
29. Großvater, Großvater
30. Da schau, Boresa

## Радиомонтаж в СССР
В 1950 году появился радиомонтаж оперетты в исполнении солистов Всесоюзного Радио. Русский текст С. Б. Болотина и Т, С. Сикорской.
Исполнители:
- Маргит («Жаворонок») — Капитолина Рачевская, сопрано
- Сандор, художник — Леонид Неверов, тенор
- Вильма — Клавдия Константинова, сопрано
- Арпад. приятель Сандора — Павел Понтрягин, тенор
- Пали, дед Маргит — Николай Бутягин, баритон
- Янош, жених Маргит — Дмитрий Тархов, тенор
- Ведущий — Петрейков

Хор и оркестр Всесоюзного Радио. Дирижёр — Самуил Самосуд